# Векя
Векя (рум. Vechea) — село у повіті Клуж в Румунії. Входить до складу комуни Кінтень.
Село розташоване на відстані 339 км на північний захід від Бухареста, 15 км на північний захід від Клуж-Напоки.

## Населення
За даними перепису населення 2002 року у селі проживала 451 особа.
Національний склад населення села:
| Національність | Кількість осіб | Відсоток |
| -------------- | -------------- | -------- |
| румуни         | 356            | 78,9%    |
| угорці         | 94             | 20,8%    |

Рідною мовою назвали:
| Мова      | Кількість осіб | Відсоток |
| --------- | -------------- | -------- |
| румунська | 356            | 78,9%    |
| угорська  | 94             | 20,8%    |